# OSCAR 40
OSCAR 40 (auch AMSAT-OSCAR 40 genannt, COSPAR-Bezeichnung: 2000-072B) ist ein von Ende 2000 bis Anfang 2004 genutzter Amateurfunksatellit der OSCAR-Reihe. Vor dem Start trug er als vierter Satellit der Phase 3 die Bezeichnung AMSAT P3D, kurz P3D. Er wurde unter der Projektleitung der AMSAT-Deutschland unter Beteiligung zahlreicher internationaler AMSAT-Organisationen konstruiert und gebaut. 

## Aufbau
OSCAR 40 ist der bislang größte Amateurfunksatellit. Die mechanische Struktur besteht aus einem sechseckigen Körper mit einem Durchmesser von 230 cm und einer Höhe von 70 cm, ohne Antennen und Triebwerk. Zwei Raketenmotore dienten für Bahnänderungen: ein 400-N-Flüssigkeitstriebwerk mit Ammoniak, Aerozin 50 und Stickstofftetroxid als Treibstoff und ein thermisches Lichtbogentriebwerk (Arcjet) mit NH3 als Treibstoff und einem Schub von 95 mN. Insgesamt befanden sich 224,3 kg Treibstoff an Bord. Der Satellit war spinstabilisiert und hatte eine aktive elektromagnetische Lageregelung. Zur Drei-Achsen-Stabilisierung dienten magnetisch gelagerte Schwungräder.
Der Satellit verfügt über mehrere Empfänger auf insgesamt neun Amateurfunkbändern und Sender auf sechs Bändern. Empfänger und Sender sind über eine ZF-Matrix verbunden. Ein Teil der Übertragungsbandbreite war für digitale Kommunikation reserviert. Rundstrahl- und Hochgewinnantennen sind auf Ober- und Unterseite des Satelliten montiert.
Der Bordrechner basiert wie bei den Vorgängersatelliten auf einem strahlenfesten COSMAC-1802-Prozessor. Als technologisches Experiment wurde ein weiterer Rechner mit einem StrongARM-SA-1100-Mikroprozessor integriert. Drei digitale Kameras dienten für Aufnahmen der Erde. In Zusammenarbeit mit der NASA wurde ein GPS-Empfänger eingebaut.

## Mission
Am 16. November 2000 wurde er mit einer Ariane-5-Trägerrakete vom Centre Spatial Guyanais als zusätzliche Nutzlast neben den Satelliten PAS 1R, STRV 1c und 1d in eine geostationäre Transferbahn gebracht. Die Bahn wurde mit den bordeigenen Triebwerksystemen mehrfach geändert.
Nach dem Start wurden erste Bahnmanöver vorgenommen, um den Satelliten auf die geplante Umlaufbahn zu bringen. Durch eine Anomalie im Haupttriebwerk kam es dabei zur Beschädigung einiger Teile im Satelliteninneren sowie zum Ausfall der Rundstrahlantennen. Im weiteren Missionsverlauf wurde weltweiter Funkbetrieb hauptsächlich im S-Band-Downlink auf 2,4 GHz durchgeführt. Das GPS-Experiment lieferte erstmals Positionsdaten aus einem hohen Satellitenorbit. Die Kameras wurden erfolgreich aktiviert und betrieben. Das Arcjet-Triebwerk konnte im Kaltgasbetrieb eingesetzt werden.
Im Januar 2004 kam es offenbar infolge einer Störung in der Hauptbatterie zu einem kompletten Ausfall der Nutzlasten.